# Lexington (Massachusetts)

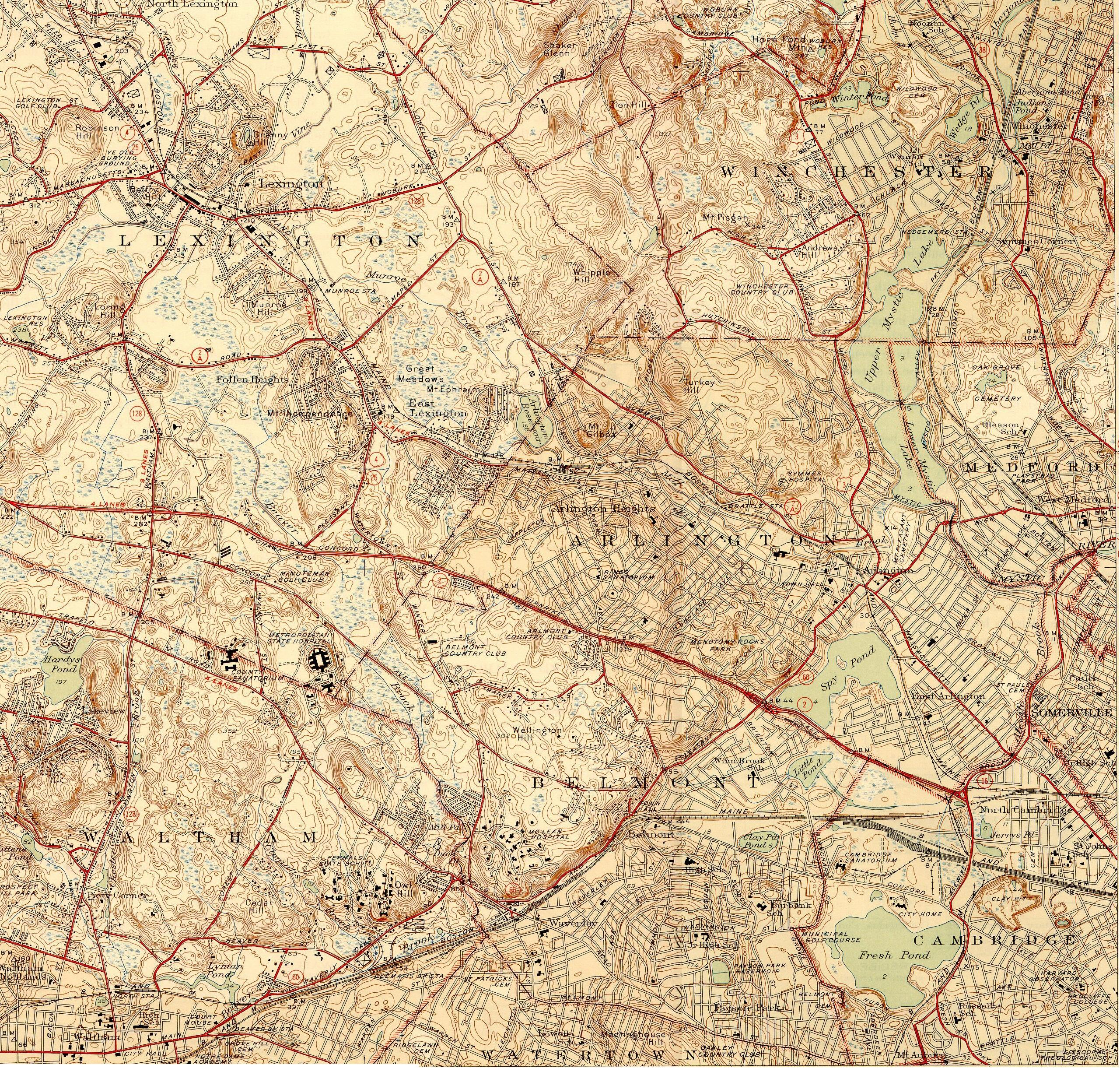
Topografía de Lexington y sus alrededores.

Lexington es un pueblo ubicado en el condado de Middlesex en el estado estadounidense de Massachusetts. En el Censo de 2010 tenía una población de 31 394 habitantes y una densidad poblacional de 728,27 personas por km².
El pueblo es famoso por ser el lugar donde estalló la guerra de Independencia de los Estados Unidos, con la batalla de Lexington el 19 de abril de 1775.

## Historia
Lexington se estableció por primera vez en 1642 como un distrito de Cambridge Farms conocido por Cambridge, Massachusetts, y se incorporó como una ciudad independiente en 1713. Cómo recibió su nombre es objeto de controversia. Algunos creen que lo recibió en honor a Lord Lexington, un noble británico. Otros piensan que fue por Laxton, en Nottinghamshire, Inglaterra, que se conocía —y aún se conoce— como Lexington.
Durante décadas, Lexington mostró un modesto crecimiento mientras continuaba siendo una comunidad de granjeros, proporcionando a Boston gran parte de su producción. Su centro urbano siempre fue ajetreado, rasgo que permanece en la actualidad. Ayudado por su proximidad a Boston y por la creación de una línea de ferrocarril (que hoy es la Minuteman Bikeway), Lexington empezó a prosperar. Durante muchos años, el este de Lexington fue considerado una entidad separada del resto de la población, y aún hoy conserva su sentido de identidad propio, debido en parte al contraste entre sus vecinos obreros y las zonas ricas de la ciudad.
Lexington, al igual que muchas de las ciudades que existen a lo largo del corredor de la Carretera 128, experimentó un salto en su población en los años 1960 y 1970, debido al boom de la alta tecnología. Los valores de la propiedad en la ciudad subieron, y el sistema escolar consiguió un reconocimiento nacional por su calidad. La ciudad participa en el programa METCO, que lleva en autobús a los estudiantes de grupos minoritarios desde Boston a ciudades suburbanas para recibir una mejor educación en un entorno más seguro que el de las Escuelas Públicas de Boston.
Lexington fue el lugar del primer conflicto de la Guerra de Independencia de los Estados Unidos. Cada año, el tercer lunes de abril, la ciudad celebra el Día de los Patriotas (Patriots' Day). Los eventos comienzan con el Paseo a Caballo de Paul Revere (Paul Revere's Ride), con una reconstrucción de las batallas de Lexington y Concord. A las 6 a. m., hay otra reconstrucción de la escaramuza en Battle Green, con disparos efectuados desde dicho lugar y desde el cercano Buckman Tavern (para dar cuentas del hecho de que nadie sabe dónde se hizo el primer disparo, o por quién). Tras una derrota aplastante, los británicos marchan hacia Concord. La batalla en Lexington dio tiempo a la milicia de Concord para organizarse en el Old North Bridge, donde fueron capaces de hacer retroceder a los británicos y evitar que les capturasen y destruyesen sus almacenes de armas. Estos sucesos ocurrieron el 19 de abril de 1775.
Durante el resto del año muchos turistas visitan monumentos históricos de la ciudad tales como Buckman Tavern, Munroe Tavern, y la Hancock-Clarke House, que están mantenidos por la sociedad histórica de la ciudad.

## Geografía
Lexington se encuentra ubicado en las coordenadas 42°26′45″N 71°13′51″O / 42.44583, -71.23083. Según la Oficina del Censo de los Estados Unidos, Lexington tiene una superficie total de 43,11 km², de la cual 42,56 km² corresponden a tierra firme y (1,26%) 0,54 km² es agua.

## Demografía
Según el censo de 2010, había 31 394 personas residiendo en Lexington. La densidad de población era de 728,27 hab./km². De los 31 394 habitantes, Lexington estaba compuesto por el 75,51% blancos, el 1,51% eran afroamericanos, el 0,08% eran amerindios, el 19,88% eran asiáticos, el 0,01% eran isleños del Pacífico, el 0,47% eran de otras razas y el 2,55% pertenecían a dos o más razas. Del total de la población, el 2,27% eran hispanos o latinos de cualquier raza.

## Educación

### Escuelas públicas
Lexington también es célebre por su sistema de educación pública, que incluye seis colegios de educación básica, dos de enseñanza media, y un instituto de educación secundaria. Lexington High School fue recientemente clasificado en el puesto número 304 de los mejores institutos de educación secundaria de la nación por la revista Newsweek. Además del instituto, los estudiantes también pueden acudir a Minuteman Regional High School, si así lo desean.
| - Enseñanza primaria. - Joseph Estabrook Elementary School. - Fiske Elementary School. - Maria Hastings Elementary School. - Bridge Elementary School. - Bowman Elementary School. - Harrington Elementary School. | - Enseñanza media. - William Diamond Middle School. - Jonas Clarke Middle School. - Institutos de enseñanza secundaria - Lexington High School. - Minuteman Regional High School. |

### Enseñanza privada
- Lexington Christian Academy.
- Armenian Sisters Academy.
- Community Therapeutic Day School.
- Pelham Academy (Concord Assabet Family Youth Services).
- Lexington Montessori School.
- The Waldorf School (antes conocida como Adams Elementary School).
- Cotting School (primer colegio en Estados Unidos para niños con necesidades especiales, trasladado a Lexington en 1986.)

## Puntos de interés
- Lexington es probablemente más conocido por su historia y reúne muchos edificios históricos, parques, y monumentos, la mayoría de los cuales datan de la época colonial y de la revolución.
- Uno de los monumentos históricos más destacados, situado en Lexington Center, es el Battle Green, donde se luchó en la escaramuza del mismo nombre, y existe una estatua (Minute Man Statue) en frente del lugar.
- Otro monumento histórico importante es el Monumento a la Revolución (Revolutionary Monument), el más antiguo objeto conmemorativo de la guerra (terminado el 4 de julio de 1799) y tumba de los colonos muertos en la Batalla de Lexington.
- Entre otros monumentos de importancia histórica se encuentran el Old Burying Ground (con lápidas que datan de 1690), el Viejo Campanario (Old Belfry) Buckman Tavern (ca. 1704-1710), Munroe Tavern (ca. 1690), la Hancock-Clarke House (ca. 1698), el U.S.S. Lexington Memorial, la estación de ferrocarril Old Depot, y Follen Church (el más antiguo edificio religioso de Lexington que perdura, construido en 1839).
- Lexington también posee un parque de 900 acres, el Minute Man National Historical Park, y un museo, el National Heritage Museum, que exhibe objetos de la historia de Estados Unidos y de la cultura popular.
- El centro de la ciudad brinda numerosos restaurantes, magníficas galerías de arte, tiendas al detalle, un pequeño cine, la bibiliteca Cary Memorial, un carril bici o ciclovía (Minuteman Bikeway), Depot Square, y muchos de los monumentos históricos anteriormente mencionados.
- The Great Meadow, también conocido como Arlington's Great Meadows, es un prado para el descanso con un pantano situado en East Lexington, pero perteneciente a la ciudad de Arlington, fronteriza con Lexington al este.
- Willards Woods Conservation Area es un pequeño bosque de terreno protegido que fue donado hace unos años por las hermanas Willard.[10]
- Wilson Farms, una pequeña granja en funcionamiento desde 1884.
- Entre los barrios destacados de Lexington se encuentran Meriam Hill, Irish Village, Four Corners, Follen Heights, e East Lexington («The East End»).

## Residentes insignes
[cita requerida]
- Henry Abraham, Premio Nobel de la Paz.
- Salvador Luria, Premio Nobel de Medicina.
- Mario Molina, Premio Nobel de Física.
- Clifford Shull, Premio Nobel de Física.
- X. J. Kennedy, renombrado poeta y escritor.
- Steve Bennett, productor de cine, pionero del cine digital.
- Sir Tim Berners-Lee, inventor del World Wide Web.
- Stephen Bladd, batería de the J. Geils Band.
- Harold Dow Bugbee, artista del Western nacido en Lexington.
- Noam Chomsky, profesor de lingüística en el MIT, creador de la teoría de la gramática generativa y uno de los más eminentes lingüistas del siglo XX.
- Francis Judd Cooke, compositor.
- Robert Dentler, sociólogo, máster especial para el caso de desegregación de la escuela de Boston.
- John M. Deutch, Vicesecretario de Defensa (1994–1995) y Director de Inteligencia Central (DCI) (1995–1996).
- Rachel Dratch, miembro del reparto de un late-night show.
- David Elkind, psicólogo infantil, escritor.
- Philip Elmer-DeWitt, director científico de Time Magazine.
- Jean B. Fletcher, Norman C. Fletcher, (Ver John y Sarah Harkness abajo)
- Henry Louis Gates, Jr., becario de Estudios Afroamericanos (African-American Studies), coeditor de la enciclopedia Encarta Africana.
- Dana Greeley, último presidente de la American Unitarian Association y primer presidente de la Unitarian Universalist Association.
- Tissa Hami, cómico.
- Rev. John Hancock, abuelo del Gobernador de Massachusetts, revolucionario y hombre de negocios John Hancock.
- John C. Harkness y Sarah P. Harkness, fundadores de The Architects Collaborative en Cambridge, Massachusetts con el veterano de Bauhaus Walter Gropius.
- Bill Janovitz, cantante principal y guitarrista de la banda de rock and roll Buffalo Tom.
- Tama Janowitz, escritor, Slaves of New York (1986).
- Dennis Johnson, escolta de los Boston Celtics.
- Claude Julien, actual entrenador principal de los Boston Bruins.
- Joyce Kulhawik, presentador de noticias en televisión.
- Steve Leach, antiguo jugador de la NHL.
- Bill Lichtenstein, periodista, cineasta, productor radiofónico.
- Rollie Massimino, llevó a los Villanova Wildcats a ganar el campeonato nacional de baloncesto en 1985. Antiguo profesor y entrenador de Lexington High School.
- Matt Nathanson, músico.
- Eugene Mirman, comediante.
- Douglas Melton, pionero en la investigación sobre células madre.
- Joseph Nye, analista político, autor de Soft power.
- Amanda Palmer, letrista, vocalista y pianistta del dúo The Dresden Dolls.
- Charles Ponzi, estafador.
- John Rawls, filósofo; conocido por su teoría sobre la justicia.
- Ruth Sawyer, escritor, ganador de la Medalla Newbery (Newbery Medal).
- Clarence Skinner, Decano de la Crane School of Theology (escuela de teología) en Tufts, y miembro influyente en el siglo XX de la Iglesia Universalista Americana (estadounidense).

- Tom Silva, Contratista de la Construcción y copresentador de un programa de televisión.
- Sheila E. Widnall, investigador aeroespacial y educador en el MIT, antiguo Secretario de las Fuerzas Aéreas de Estados Unidos.
- Edward Osborne Wilson, entomólogo y escritor.
- Bill Wright, Antiguo miembro del Departamento de Arquitectura del MIT y Presidente y CEO de Wrightsoft Corp.
- Ethan Zohn, ganador de Survivor: Africa, el equivalente al reality show Supervivientes en los países de habla hispana.

## Ciudades hermanadas
- Antony, Francia
- Dolores Hidalgo, México
- Dnipró, Ucrania
- Valencia, España

## Lectura adicional
- Atlas de Massachusetts de 1871. por Wall y Gray.Mapa de Massachusetts. Mapa del Condado de Middlesex.
- Historia del Condado de Middlesex, Massachusetts, Volumen 1 (A-H), Volumen 2 (L-W) compilado por Samuel Adams Drake, publicado en 1879 y 1880. 572 y 505 páginas. Lexington section por Charles Hudson en el volumen 2, páginas 9-33 (nótese que falta la página 9).
- Historia de la Ciudad de Lexington, Condado de Middlesex, Massachusetts, Volumen 1: Historia, Volumen 2: Genealogías, por Charles Hudson, publicado en 1913.